# Ian Macfarlane
Ian Macfarlane (ur. 5 kwietnia 1955 w Kingaroy) – australijski polityk, na szczeblu stanowym będący członkiem Liberal National Party of Queensland (LNP), zaś w parlamencie federalnym należący do klubu Liberalnej Partii Australii (LPA). Od 1998 do 2016 poseł do Izby Reprezentantów. W latach 2001−2007 minister przemysłu, turystyki i zasobów w gabinetach premiera Johna Howarda, od 2013 do 2015 minister przemysłu (od 2014 przemysłu i nauki) w gabinecie Tony’ego Abbotta.

## Życiorys

### Kariera zawodowa
Przed rozpoczęciem kariery politycznej Macfarlane był farmerem i działaczem rolniczych organizacji branżowych. Przez pewien czas stał na czele Queensland Graingrowers Association (Związku Producentów Zbóż stanu Queensland), a także Grains Council of Australia (Australijskiej Rady ds. Zbóż).

### Kariera polityczna
W 1998 Macfarlane został wybrany do federalnej Izby Reprezentantów z okręgu wyborczego Groom, którego głównym ośrodkiem miejskim jest Toowoomba. Od tego czasu uzyskuje reelekcję w każdych wyborach parlamentarnych. Do 2008 należał do Liberalnej Partii Australii, której stanowe struktury w Queensland połączyły się wówczas z tamtejszą częścią Narodowej Partii Australii, tworząc LNP. Nadal zasiadał jednak w klubie parlamentarnym LPA w Izbie Reprezentantów.
Na początku 2001 roku po raz pierwszy wszedł do szerokie składu rządu jako minister ds. małych przedsiębiorstw. W listopadzie 2001 został awansowany na członka gabinetu, otrzymując tekę ministra przemysłu, turystyki i zasobów. W 2007 przeszedł wraz ze swoją partią do opozycji. Gdy LPA powróciła do władzy w 2013, znów otrzymał pieczę nad kwestiami przemysłu. Podczas rekonstrukcji rządu w grudniu 2014 zakres jego kompetencji został rozszerzony na sprawy nauki.
Kiedy w 2015 Malcolm Turbull zastąpił Tony'ego Abbotta w roli premiera federalnego, Macfarlane nie znalazł się w składzie nowego rządu. Wkrótce później ogłosił, iż - pozostając członkiem LNP na szczeblu stanowym - zamierza przenieść się z klubu LPA do NPA w parlamencie federalnym. Pomysł ten został bardzo źle odebrany przez władze LNP i ostatecznie zablokowany przez zarząd partii. W lutym 2016 ogłosił, iż nie będzie ubiegał się o reelekcję w kolejnych wyborach parlamentarnych, w związku z czym w lipcu tego samego roku znalazł się na politycznej emeryturze.